# Associated British Picture Corporation
La Associated British Picture Corporation (ABPC), originariamente chiamata British International Pictures (BIP), è stata una società britannica di produzione, distribuzione e proiezione  cinematografica attiva dal 1927 fino al 1970.

## Storia
L'azienda è stata fondata nel 1927 dall'avvocato scozzese John Maxwell dopo che aveva acquistato i British National Studios e il loro complesso degli Elstree Studios e averli fusi con il suo circuito cinematografico ABC, rinominando la società in British International Pictures. Nominò Joseph Grossman, già direttore degli Stoll Studios, come il suo Studio Manager. L'azienda prosperò sotto la gestione paternalistica di Maxwell e nel 1937, dopo l'acquisizione della British Pathé, la società venne rinominata Associated British Picture Corporation e fu in grado di controllare la produzione, distribuzione e proiezione dei film, e sfidare il dominio americano del settore. Tuttavia, dopo la morte di Maxwell nel 1940, la sua vedova Catherine vendette un gran numero di azioni alla Warner Bros., che, sebbene la famiglia Maxwell rimanesse l'azionista di maggioranza, riuscì ad esercitare un certo controllo.
Durante i primi anni della compagnia, i lavori più importanti furono quelli diretti da Alfred Hitchcock, incluso il film Ricatto del 1929. Hitchcock lasciò l'azienda nel 1933 per la rivale Gaumont British.
Dopo la seconda guerra mondiale, la società, le cui produzioni erano prevalentemente a carattere locale,  grazie al contratto con la Warner (diventata ormai il principale azionista, con il 40% dello studio), poté distribuire i suoi film negli Stati Uniti d'America. In questo periodo, l'azienda produsse alcuni dei suoi migliori film come The Dam Busters, Ice Cold in Alex e Summer Holiday.
Durante il 1955, ABPC divenne la capogruppo della nuova televisione britannica ITV.
Nel 1960, tuttavia, la fortuna della società diminuì e, nel 1967, la Seven Arts Productions, nuova proprietaria della Warner, decise di disfarsi delle sue partecipazioni nella ABPC che nel 1969 fu acquistata dalla EMI. La ABPC l'anno successivo fu rinominata in EMI Films e successivamente in Thorn EMI Screen Entertainment. Nel 1986, l'azienda - compresa la controllata ABC cinema - è stata venduta al Gruppo Cannon. L'intera filmografia della ABPC passò così come proprietà di StudioCanal.